# Musse Pigg som jazzkung
Musse Pigg som jazzkung (engelska: The Jazz Fool) är en amerikansk animerad kortfilm med Musse Pigg från 1929.

## Handling
Musse Pigg åker tillsammans med en häst runt med en vagn innehållande ett piano. När en publik samlas bestämmer sig Musse för att bjuda en liten jazzkonsert.

## Om filmen
Filmen är den 12:e Musse Pigg-kortfilmen som producerades och den nionde som lanserades år 1929.
Filmens originaltitel The Jazz Fool är en referens till filmerna Jazzsångaren från 1927 och Den sjungande narren från 1928.
Musses häst i filmen är en tidig version av Disney-figuren Klasse.
Filmen hade biopremiär i USA den 15 oktober 1929 och i Sverige den 31 januari 1932 på biografen Capitol i Stockholm.

## Rollista
- Walt Disney – Musse Pigg[8]